# Jean-Baptiste Charles Bouvet
Jean Baptiste Charles Bouvet de Lozier (ur. 14 stycznia 1705, zm. 1786) – francuski żeglarz, odkrywca i gubernator Maskarenów.
Został osierocony w wieku siedmiu lat. Po ukończeniu edukacji w Paryżu. Wysłano go do portowej miejscowości Saint-Malo aby studiował nawigację. W 1731 roku stał się porucznikiem Francuskiej Kampanii Wschodnio Indyjskiej. Udało mu się także przekonać swojego pracodawcę do zapewnienia mu dwóch statków oraz do wysłania go na misję poszukiwawczą na południowym Atlantyku. Wraz ze swoimi statkami „Aigle” i „Marie” odkrył w dniu 1 stycznia 1739 r. niewielką wyspę, która została nazwana Wyspą Bouveta na jego cześć. Niestety niedługo potem, musiał zrezygnować z wyprawy, ponieważ większość jego załogi zachorowała i powróciła do Francji.